# Астрагал укороченный
{{
Астрагал укороченный - это вид рода Астрагал, семейство Бобовые.
Распространение

Местный ареал этого вида находится в Юго-Восточной Азии. Казахстан.